# کارل ماریا کرتبنی
کارل ماریا کرتبنی (آلمانی: Karl-Maria Kertbeny؛ ۲۸ فوریهٔ ۱۸۲۴ – ۲۳ ژانویهٔ ۱۸۸۲) یک نویسنده اهل اتریش بود.